# 킹즐리 에이미스
킹즐리 에이미스 경(영어: Sir Kingsley Amis, CBE, 1922년 4월 16일 ~ 1995년 10월 22일)은 영국의 소설가이다. 1950년대 영국 젊은 작가들의 문학운동 조류 '성난 젊은이들(Angry young men)'을 대표하는 작가이다.
그의 첫 소설 《럭키 짐》은 당시의 청년 세대의 사회적 갈등과 내적 탐색을 그려내어 평단과 독자들의 폭발적 반응을 이끌어내며 현대문학의 고전 반열에 올랐다.
이언 플레밍의 제임스 본드 소설의 열렬한 팬이기도 했으며, 플레밍 사후 로버트 마컴(Robert Markham)이라는 필명으로 시리즈 속편 《선 대령》을 발표하기도 했다. 소설가 마틴 에이미스는 그의 아들이다.

## 학력
- 1940년 ~ 1941년: 시티오브런던 대학교
- 1941년 ~ 1945년: 옥스포드 대학교 세인트존스 칼리지

## 서훈
- 1981년 대영 제국 훈장 3등급(CBE) 수훈[2]
- 1990년 기사작위(Knight Bachelor) 서임[3]